# 股权分置
股权分置是中国股市特有的现象，也称为股权分裂，是指上市公司的一部分股份上市流通，另一部分股份暂时不上市流通。前者主要称为流通股，主要成分为社会公众股；后者为非流通股，大多为国有股和法人股。

## 历史
股权分置的由来和发展可以分为以下三个阶段：
第一阶段：股权分置问题的形成。中国证券市场在设立之初，对国有股流通问题总体上采取搁置的办法，在事实上形成了股权分置的格局。
第二阶段：通过国有股变现解决国企改革和发展资金需求的尝试，开始触动股权分置问题。1998年下半年到1999年上半年，中国政府为了解决推进国有企业改革发展的资金需求和完善社会保障机制，开始进行国有股减持的探索性尝试。但由于实施方案与市场预期存在差距，试点很快被停止。2001年6月12日，中国国务院颁布《减持国有股筹集社会保障资金管理暂行办法》也是该思路的延续，同样由于市场效果不理想，于当年10月22日宣布暂停。
第三阶段：作为推进资本市场改革开放和稳定发展的一项制度性变革，解决股权分置问题正式被提上日程。2004年1月31日，中国国务院发布《国务院关于推进资本市场改革开放和稳定发展的若干意见》(以下简称《若干意见》)，明确提出“积极稳妥解决股权分置问题”。

## 负面效应
股权分置会产生同股不同权，极易产生“一股独大”现象，不但使流通股股东特别是中小股东的合法权益收到侵害，还容易滋生丑恶的庄家现象，代表性的恶意事件如吕梁、唐万新、宋如华等人通过控制非流通的法人股而肆意操纵股价。改革股权分置有助于解决上述问题。

## 股权分置改革
2005年4月，证监会发布《关于上市公司股权分置改革试点有关问题的通知》，标志着股权分置试点工作正式启动，它被定义为“中国股市的第二次革命”。
2006年底，在上海、深圳主板挂牌的企业中，仅有佳通轮胎股份有限公司未完成股权分置改革，保留了简称中的“S”（未完成股权分置改革）标记。直至2021年2月，该公司仍没有给出股改方案。